# Soiano del Lago
Soiano del Lago (lombardul: Soià) település Olaszországban, Lombardia régióban, Brescia megyében. Lakosainak száma 1911 fő (2023. január 1.). Soiano del Lago Manerba del Garda, Moniga del Garda, Polpenazze del Garda, Calvagese della Riviera és Padenghe sul Garda községekkel határos.

## Népesség
A település lakossága az elmúlt években az alábbi módon változott:
| Lakosok száma | 1895 | 1919 | 1911 |
|               | 2017 | 2018 | 2023 |